# Nadja Loschky
Nadja Loschky (* 1983 in Landstuhl) ist eine deutsche Musiktheaterregisseurin und Intendantin. Sie ist seit 2019 künstlerische Leiterin des Musiktheaters am Theater Bielefeld und designierte Intendantin des Hauses ab 2025.

## Leben und Karriere
Nadja Loschky wuchs in Kaiserslautern auf und hospitierte während der Schulzeit am Pfalztheater in der Dramaturgie. Nach dem Abitur schloss sich dort eine Regieassistenz bei Carin Marquardt an. Danach studierte sie an der Hochschule für Musik Hanns Eisler Berlin Musiktheaterregie, was sie 2009 mit dem Diplom abschloss. Sie assistierte noch während des Studiums Hans Neuenfels. Erste freie Inszenierungen im Kinder- und Jugendtheater entstanden an den Städtischen Bühnen Osnabrück. 2006 wurde ihre Sicht auf Grigori Frids Oper Das Tagebuch der Anne Frank zum Theatertreffen der Jugend in Berlin eingeladen. Nach dem Studium folgten freie Regiearbeiten unter anderem am Staatstheater Kassel, am Theater Heidelberg und dem Opernhaus Zürich. Im Jahr 2011 inszenierte sie die Uraufführung von Mikropolis von Christian Jost an der Komischen Oper Berlin. 2018 wurde sie Hausregisseurin am Theater Bielefeld und eröffnete dort die Spielzeit mit ihrer Inszenierung von Giuseppe Verdis La traviata. 2019 wurde sie als Künstlerische Leiterin ans Haus berufen.
Ab der Spielzeit 2023/24 wird Nadja Loschky zusammen mit dem derzeitigen Intendanten Michael Heicks die Leitung des Theaters Bielefeld übernehmen. Mit dem Ausscheiden Heicks aus der Theaterleitung im Jahr 2025 wird sie die Intendanz allein übernehmen.
Nadja Loschky unterrichtet daneben als Dozentin an der Hochschule für Musik Hanns Eisler und der Universität der Künste Berlin.

## Inszenierungen (Auswahl)
- 2006: Das Tagebuch der Anne Frank, Städtische Bühnen Osnabrück
- 2009: La Traviata, Städtische Bühnen Osnabrück
- 2009: Der Barbier von Sevilla, Städtische Bühnen Osnabrück
- 2009: Faust von Charles Gounod, Staatstheater Kassel
- 2011: Mikropolis – Die abenteuerliche Insektenoper von Christian Jost, Komische Oper Berlin (UA)
- 2012: Ein Sommernachtstraum von Benjamin Britten, Staatstheater Kassel
- 2012: Die Entführung aus dem Serail, Theater Heidelberg
- 2012: Die Schatzinsel von Frank Schwemmer, Opernhaus Zürich (UA)
- 2013: Simon Boccanegra, Theater Aachen
- 2013: Alcina, Luzerner Theater
- 2014: Così fan tutte, Theater Heidelberg
- 2014: Madama Butterfly, Theater Bielefeld
- 2014: Rote Laterne von Christian Jost, Opernhaus Zürich (UA)
- 2014: La dame blanche von François-Adrien Boieldieu, Oldenburgisches Staatstheater
- 2014: Le nozze di Figaro, Theater Heidelberg
- 2016: Norma, Luzerner Theater
- 2016: Death in Venice, Theater Bielefeld
- 2016: Macbeth, Oldenburgisches Staatstheater, dem
- 2016: Giulietta e Romeo von Niccolò Antonio Zingarelli, Barocktheater Schwetzingen
- 2017: L’incoronazione di Poppea, Theater Bielefeld
- 2018: Ariane et Barbe-Bleue von Paul Dukas, Oper Graz
- 2018: Jakob Lenz von Wolfgang Rihm, Theater Bielefeld
- 2019: Rusalka, Oper Köln
- 2019: Orpheus in der Unterwelt, Theater Bielefeld
- 2019: Aida, Theater Bielefeld
- 2020: Die Passagierin von Mieczysław Weinberg
- 2020: Dunkel ist die Nacht, Rigoletto! Musiktheater nach Verdi, Shakespeare und Hugo, Theater Bielefeld
- 2021: Die Vögel von Walter Braunfels, Oper Köln
- 2022: Egmont von Christian Jost, Theater Bielefeld
- 2023: Hamlet von Ambroise Thomas, Komische Oper Berlin

## Preise und Auszeichnungen
- 2015: Götz-Friedrich-Preis für die Inszenierung von Madama Butterfly am Theater Bielefeld
- 2016: Nominierung im Jahresheft der Zeitschrift Opernwelt in der Kategorie Beste Regie für Death in Venice von Benjamin Britten am Theater Bielefeld